# Ingersheim (Haut-Rhin)
Cet article possède un paronyme, voir Kingersheim.
Pour les articles homonymes, voir Ingersheim.
Ne pas confondre avec Ungersheim ni Ingenheim, commune du canton de Hochfelden
Ingersheim [iŋ(ɡ)əʁsaim]  est une commune française située dans la circonscription administrative du Haut-Rhin et, depuis le 1er janvier 2021, dans le territoire de la Collectivité européenne d'Alsace, en région Grand Est.
Cette commune se trouve dans la région historique et culturelle d'Alsace.
C'est une commune de la périphérie colmarienne.

## Géographie
|            | Ammerschwihr |             |
| Katzenthal | Ingersheim   | Colmar      |
| Turckheim  |              | Wintzenheim |

Altitude : 
- 215 mètres au pont de la Fecht ;
- 326 mètres au sommet du Letzenberg ;
- 308 mètres au sommet du Florimont.

### Hydrographie

#### Réseau hydrographique
La commune est dans le bassin versant du Rhin au sein du bassin Rhin-Meuse. Elle est drainée par la Fecht et le Weidbach,,.
La Fecht, d'une longueur de 49 km, prend sa source dans la commune de Metzeral et se jette  dans l'Ill à Illhaeusern, après avoir traversé 19 communes. 

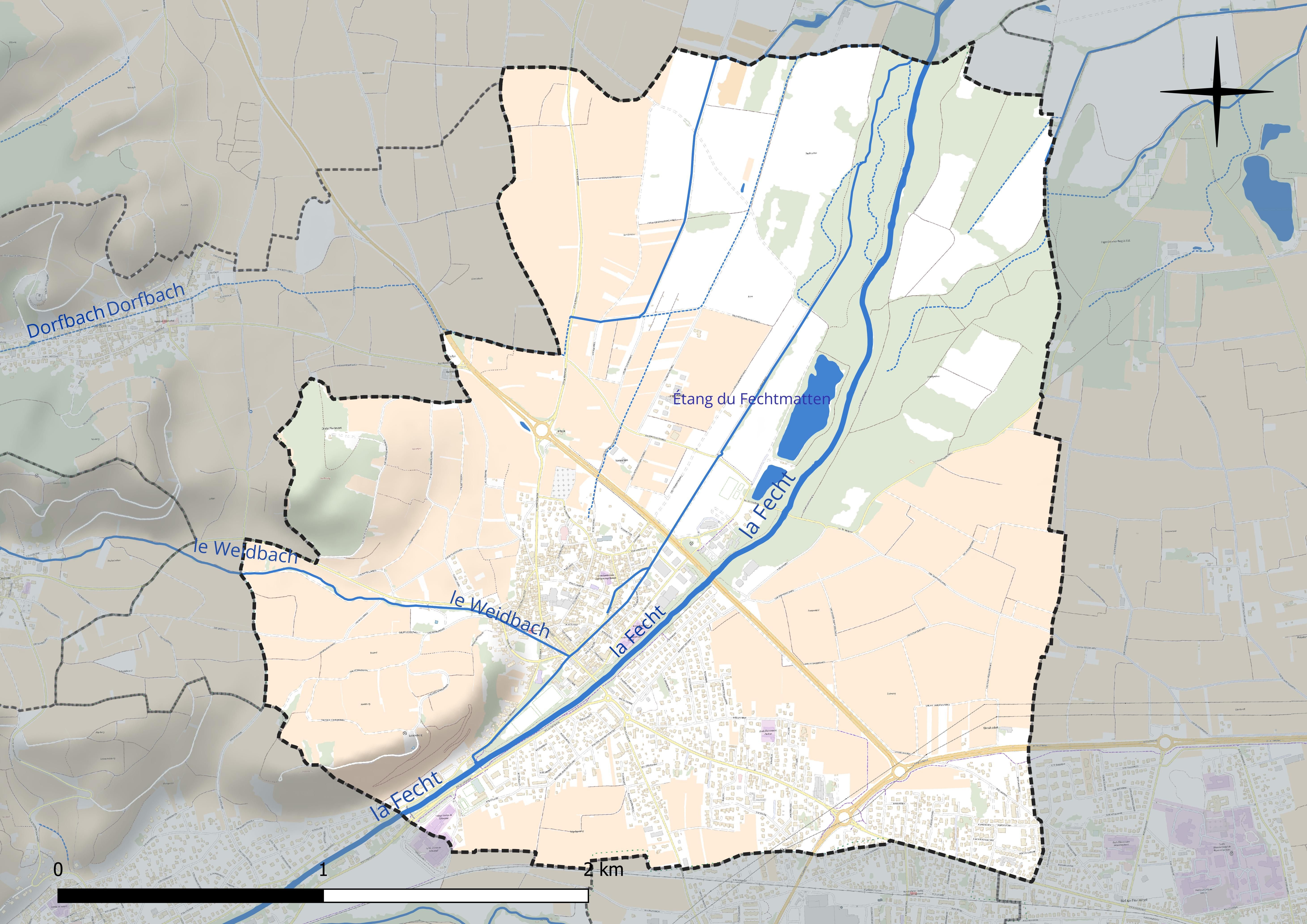
Réseau hydrographique d'Ingersheim.

Un plan d'eau complète le réseau hydrographique : l'étang du Fechtmatten (4,2 ha),.

#### Gestion et qualité des eaux
Le territoire communal est couvert par le schéma d'aménagement et de gestion des eaux (SAGE) « Ill Nappe Rhin ». Ce document de planification concerne la nappe phréatique rhénane, les cours d'eau de la plaine d'Alsace et du piémont oriental du Sundgau, les canaux situés entre l'Ill et le Rhin et les zones humides de la plaine d'Alsace. Le périmètre s’étend sur 3 596 km2. Il a été approuvé le 17 janvier 2005. La structure porteuse de l'élaboration et de la mise en œuvre est la région Grand Est. 
La qualité des cours d’eau peut être consultée sur un site dédié géré par les agences de l’eau et l’Agence française pour la biodiversité. 

### Climat
Pour des articles plus généraux, voir Climat du Grand Est et Climat du Haut-Rhin.
En 2010, le climat de la commune est de type climat des marges montargnardes, selon une étude du Centre national de la recherche scientifique s'appuyant sur une série de données couvrant la période 1971-2000. En 2020, Météo-France publie une typologie des climats de la France métropolitaine dans laquelle la commune est exposée à un climat semi-continental et est dans la région climatique  Vosges, caractérisée par une pluviométrie très élevée (1 500 à 2 000 mm/an) en toutes saisons et un hiver rude (moins de 1 °C). 
Pour la période 1971-2000, la température annuelle moyenne est de 10,4 °C, avec une amplitude thermique annuelle de 17,8 °C. Le cumul annuel moyen de précipitations est de 572 mm, avec 8,5 jours de précipitations en janvier et 9 jours en juillet. Pour la période 1991-2020, la température moyenne annuelle observée sur la station météorologique de Météo-France la plus proche, « Trois-Épis_sapc », sur la commune de Turckheim à 2 km à vol d'oiseau, est de 9,8 °C et le cumul annuel moyen de précipitations est de 804,5 mm. 
La température maximale relevée sur cette station est de 35,7 °C, atteinte le 7 août 2015 ; la température minimale est de −20 °C, atteinte le 13 janvier 1987,,. 
| Mois                                  | jan.           | fév.             | mars           | avril         | mai             | juin          | jui.           | août           | sep.           | oct.            | nov.             | déc.            | année     |
| ------------------------------------- | -------------- | ---------------- | -------------- | ------------- | --------------- | ------------- | -------------- | -------------- | -------------- | --------------- | ---------------- | --------------- | --------- |
| Température minimale moyenne (°C)     | −1,1           | −0,7             | 2,1            | 5,4           | 9,2             | 12,6          | 14,7           | 14,7           | 10,9           | 7,2             | 2,7              | 0               | 6,5       |
| Température moyenne (°C)              | 1,4            | 2,1              | 5,4            | 9,2           | 13,2            | 16,8          | 18,8           | 18,7           | 14,5           | 10,2            | 5,3              | 2,3             | 9,8       |
| Température maximale moyenne (°C)     | 4              | 4,8              | 8,7            | 13,1          | 17,1            | 20,9          | 22,9           | 22,7           | 18,1           | 13,1            | 7,8              | 4,7             | 13,2      |
| Record de froid (°C) date du record   | −20 13.01.1987 | −17,4 07.02.1991 | −13,5 01.03.05 | −7 13.04.1986 | −0,5 04.05.1987 | 3,2 02.06.06  | 6,3 13.07.1993 | 6,2 06.08.1987 | 2,5 30.09.1987 | −4,2 28.10.1997 | −11,7 18.11.1998 | −17,1 20.12.09  | −20 1987  |
| Record de chaleur (°C) date du record | 17,7 30.01.02  | 19,4 24.02.1990  | 23,5 31.03.21  | 26 22.04.18   | 30,9 25.05.09   | 34,5 30.06.19 | 35,5 05.07.15  | 35,7 07.08.15  | 30,4 15.09.20  | 26,7 09.10.23   | 19,2 20.11.09    | 18,6 16.12.1989 | 35,7 2015 |
| Précipitations (mm)                   | 67,5           | 56,6             | 54,5           | 53,1          | 81,7            | 73,6          | 73,4           | 69,3           | 60,1           | 74,3            | 61,1             | 79,3            | 804,5     |

| Diagramme climatique                                  |             |            |             |             |              |              |              |              |             |            |          |
| J                                                     | F           | M          | A           | M           | J            | J            | A            | S            | O           | N          | D        |
| 4−1,167,5                                             | 4,8−0,756,6 | 8,72,154,5 | 13,15,453,1 | 17,19,281,7 | 20,912,673,6 | 22,914,773,4 | 22,714,769,3 | 18,110,960,1 | 13,17,274,3 | 7,82,761,1 | 4,7079,3 |
| Moyennes : • Temp. maxi et mini °C • Précipitation mm |             |            |             |             |              |              |              |              |             |            |          |

Les paramètres climatiques de la commune ont été estimés pour le milieu du siècle (2041-2070) selon différents scénarios d'émission de gaz à effet de serre à partir des nouvelles projections climatiques de référence DRIAS-2020. Ils sont consultables sur un site dédié publié par Météo-France en novembre 2022.

## Urbanisme

### Typologie
Au 1er janvier 2024, Ingersheim est catégorisée ceinture urbaine, selon la nouvelle grille communale de densité à sept niveaux définie par l'Insee en 2022.
Elle appartient à l'unité urbaine de Colmar, une agglomération intra-départementale regroupant sept  communes, dont elle est une commune de la banlieue,,. Par ailleurs la commune fait partie de l'aire d'attraction de Colmar, dont elle est une commune de la couronne,. Cette aire, qui regroupe 95 communes, est catégorisée dans les aires de 50 000 à moins de 200 000 habitants,.

### Occupation des sols
L'occupation des sols de la commune, telle qu'elle ressort de la base de données européenne d’occupation biophysique des sols Corine Land Cover (CLC), est marquée par l'importance des territoires agricoles (62,2 % en 2018), en diminution par rapport à 1990 (63,2 %). La répartition détaillée en 2018 est la suivante : cultures permanentes (49,6 %), zones urbanisées (20,2 %), forêts (17,6 %), zones agricoles hétérogènes (12,6 %). L'évolution de l’occupation des sols de la commune et de ses infrastructures peut être observée sur les différentes représentations cartographiques du territoire : la carte de Cassini (XVIIIe siècle), la carte d'état-major (1820-1866) et les cartes ou photos aériennes de l'IGN pour la période actuelle (1950 à aujourd'hui).

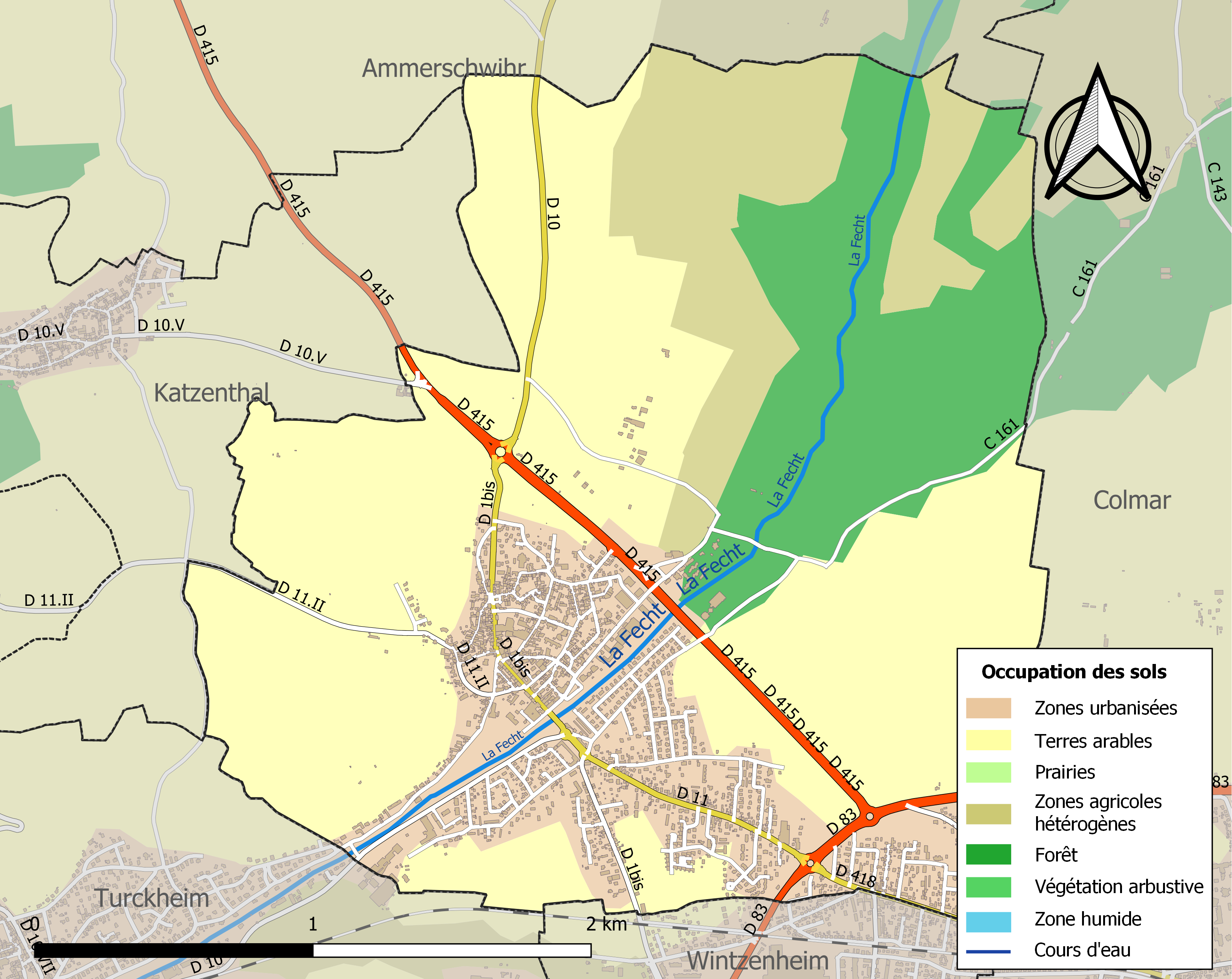
Carte des infrastructures et de l'occupation des sols de la commune en 2018 (CLC).

## Histoire
L'homme est venu très tôt se fixer dans la région d'Ingersheim, des tombes vieilles de plus de 5 000 ans en témoignant. Les Romains ont assuré la prospérité du site en y développant la culture de la vigne. Au VIIe siècle, la localité est mentionnée sous le nom d'Annghisheim. Différents couvents y possédaient alors des vignes.
Au début du XIIIe siècle, la chapelle d'Ingersheim est détruite et les pierres réemployées par un chevalier alsacien afin de construire son château.
Devenu territoire habsbourgeois, le bourg fait partie de la seigneurie de Hohlandsbourg. Lazare de Schwendi en fait l'acquisition en 1563. Le village est alors entouré de remparts avec quatre portes fortifiées.
Rattaché à la France à la suite des traités de Westphalie en 1648, Ingersheim passe à la Ville de Colmar jusqu'à la Révolution française.
Au cours du XIXe siècle, avec le développement de l'industrie, la population est passée à 2 500 habitants. Cette évolution s'est poursuivie au XXe siècle malgré les deux guerres qui ont ravagé la cité.
La commune a été décorée, le 12 février 1949, de la Croix de guerre 1939-1945.
Après la Seconde Guerre mondiale, Ingersheim est jumelée avec Ingersheim (Allemagne) et Mauriac (Auvergne).

### Héraldique
| Blason de Ingersheim | Blason  | D'argent à la fasce de gueules, au croissant contourné d'or brochant. |
| Blason de Ingersheim | Détails | Le statut officiel du blason reste à déterminer.                      |

## Politique et administration

### Finances locales
En 2015, les finances communales était constituées ainsi :
- total des produits de fonctionnement : 2 871 000 €, soit 610 € par habitant ;
- total des charges de fonctionnement : 2 238 000 €, soit 476 € par habitant ;
- total des ressources d’investissement : 454 000 €, soit 96 € par habitant ;
- total des emplois d’investissement : 1 427 000 €, soit 303 € par habitant ;
- endettement : 409 000 €, soit 87 € par habitant.

Avec les taux de fiscalité suivants :
- taxe d'habitation : 9,89 % ;
- taxe foncière sur le bâti : 8,53 % ;
- taxe foncière sur les propriétés non bâties : 30,02 % ;
- taxe additionnelle à la taxe foncière sur les propriétés non bâties : 0,00 % ;
- cotisation foncière des entreprises : 0,00 %.

### Jumelages
La commune est jumelée avec :
- Ingersheim (Bade-Wurtemberg), depuis juillet 1999[29] ;
- Mauriac (Cantal), depuis le 9 octobre 1999.

Le 18 novembre 2006 a été inauguré le Parc de Mauriac, qui se situe à côté de la Villa Fleck, en hommage au jumelage et à l'histoire conjointe des deux communes.

## Démographie
L'évolution du nombre d'habitants est connue à travers les recensements de la population effectués dans la commune depuis 1793. Pour les communes de moins de 10 000 habitants, une enquête de recensement portant sur toute la population est réalisée tous les cinq ans, les populations de référence des années intermédiaires étant quant à elles estimées par interpolation ou extrapolation. Pour la commune, le premier recensement exhaustif entrant dans le cadre du nouveau dispositif a été réalisé en 2007.

En 2022, la commune comptait 4 743 habitants, en évolution de +1,78 % par rapport à 2016 (Haut-Rhin : +0,66 %, France hors Mayotte : +2,11 %).
| 1793  | 1800  | 1806  | 1821  | 1831  | 1836  | 1841  | 1846  | 1851  |
| ----- | ----- | ----- | ----- | ----- | ----- | ----- | ----- | ----- |
| 1 200 | 1 221 | 1 270 | 1 388 | 1 995 | 2 402 | 2 516 | 2 274 | 2 484 |

| 1856  | 1861  | 1866  | 1871  | 1875  | 1880  | 1885  | 1890  | 1895  |
| ----- | ----- | ----- | ----- | ----- | ----- | ----- | ----- | ----- |
| 2 424 | 2 498 | 2 498 | 2 494 | 2 388 | 2 442 | 2 423 | 2 485 | 2 536 |

| 1900  | 1905  | 1910  | 1921  | 1926  | 1931  | 1936  | 1946  | 1954  |
| ----- | ----- | ----- | ----- | ----- | ----- | ----- | ----- | ----- |
| 2 663 | 2 783 | 2 686 | 2 542 | 2 605 | 2 667 | 2 689 | 2 316 | 2 665 |

| 1962  | 1968  | 1975  | 1982  | 1990  | 1999  | 2006  | 2007  | 2012  |
| ----- | ----- | ----- | ----- | ----- | ----- | ----- | ----- | ----- |
| 3 006 | 3 636 | 4 466 | 4 271 | 4 063 | 4 170 | 4 531 | 4 583 | 4 621 |

| 2017  | 2022  | - | - | - | - | - | - | - |
| ----- | ----- | - | - | - | - | - | - | - |
| 4 678 | 4 743 | - | - | - | - | - | - | - |

## Enseignement
Ingersheim a un collège public d'enseignement secondaire, le collège Lazare de Schwendi.

## Lieux et monuments
- L'église Saint-Barthélémy, (rue Jeanne d'Arc) de style baroque, est surmontée d'un clocher roman à bulbe allongé unique en Europe[35].
- La chapelle Notre-Dame-de-Lourdes, (Route de Colmar)[36].
- Oratoire de la famille Bettinger, Oratoire dit chapelle [Kappellenweg], (Chemin de Kappellenweg)[37].
- Église Evangélique Mennonite de Colmar-Ingersheim (4, allée Jean-Barthélémy Thomann).
- La Tour des Sorcières fut bâtie au XIIIe siècle[38].
- L'ancienne synagogue, (rue des Juifs).
- Une maison de style Renaissance abrita un temps la mairie et possède un clocheton gothique. Ses façades et toitures ainsi que le clocheton font l'objet d'une inscription au titre des monuments historiques par arrêté du 14 novembre 1962[39].
- Ancien Château des Salomon puis hôpital[40].
- Ancien moulin Wackenheim[41].
- On y trouve aussi de belles maisons de vignerons[42],[43],[44].

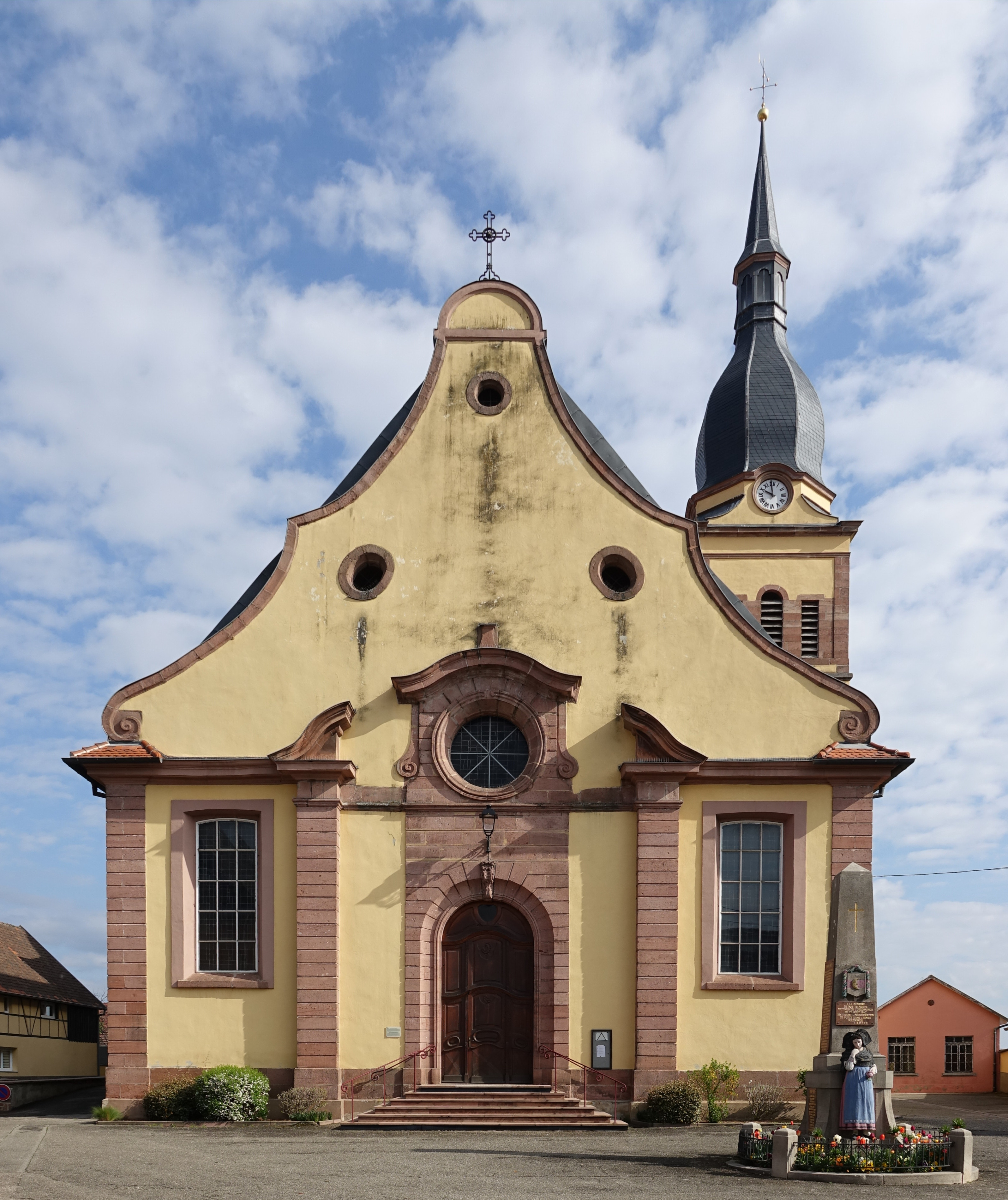
Église Saint-Barthélemy (1766).
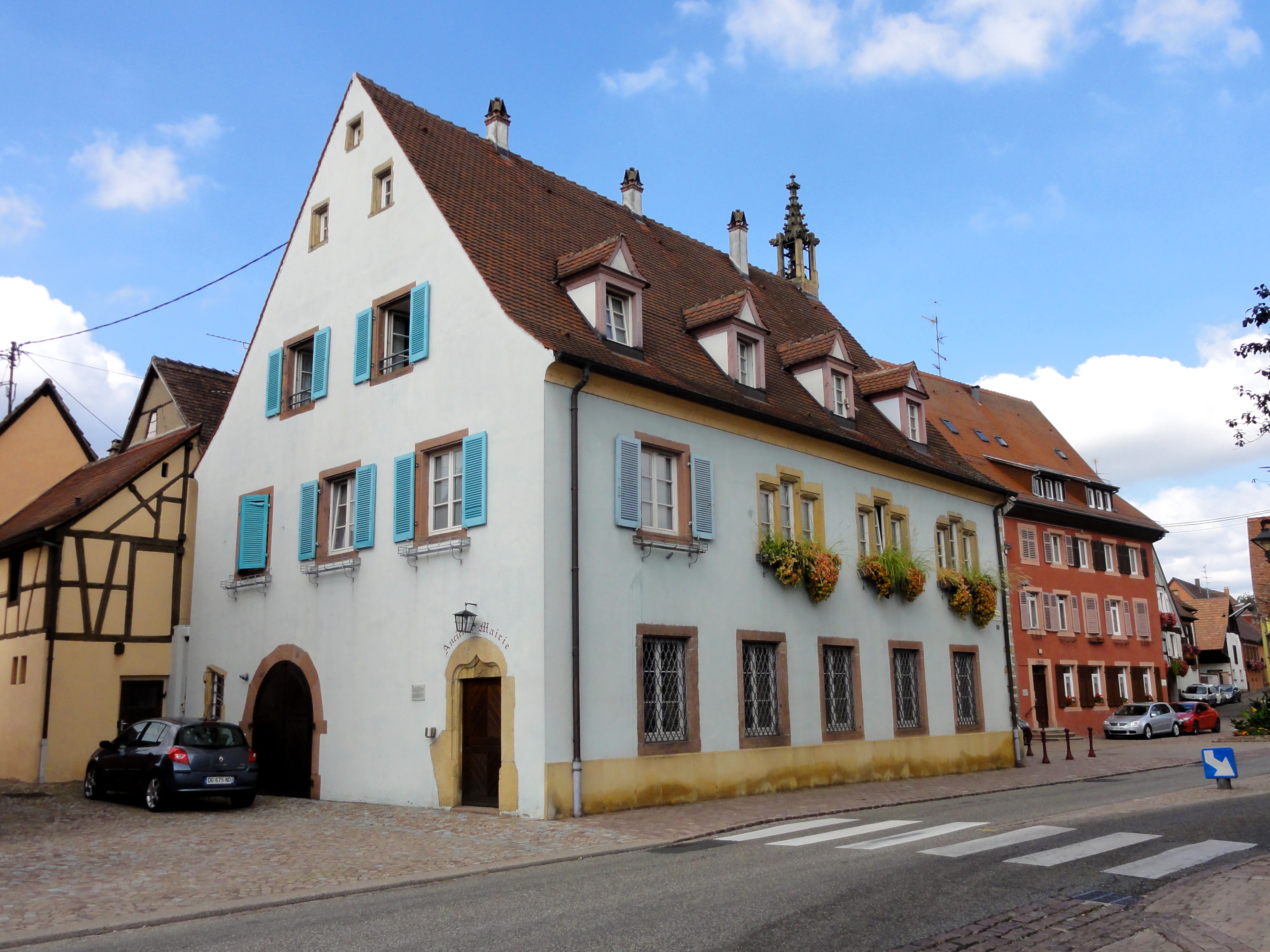
Ancienne mairie (1535-1600), 2 rue de la République.
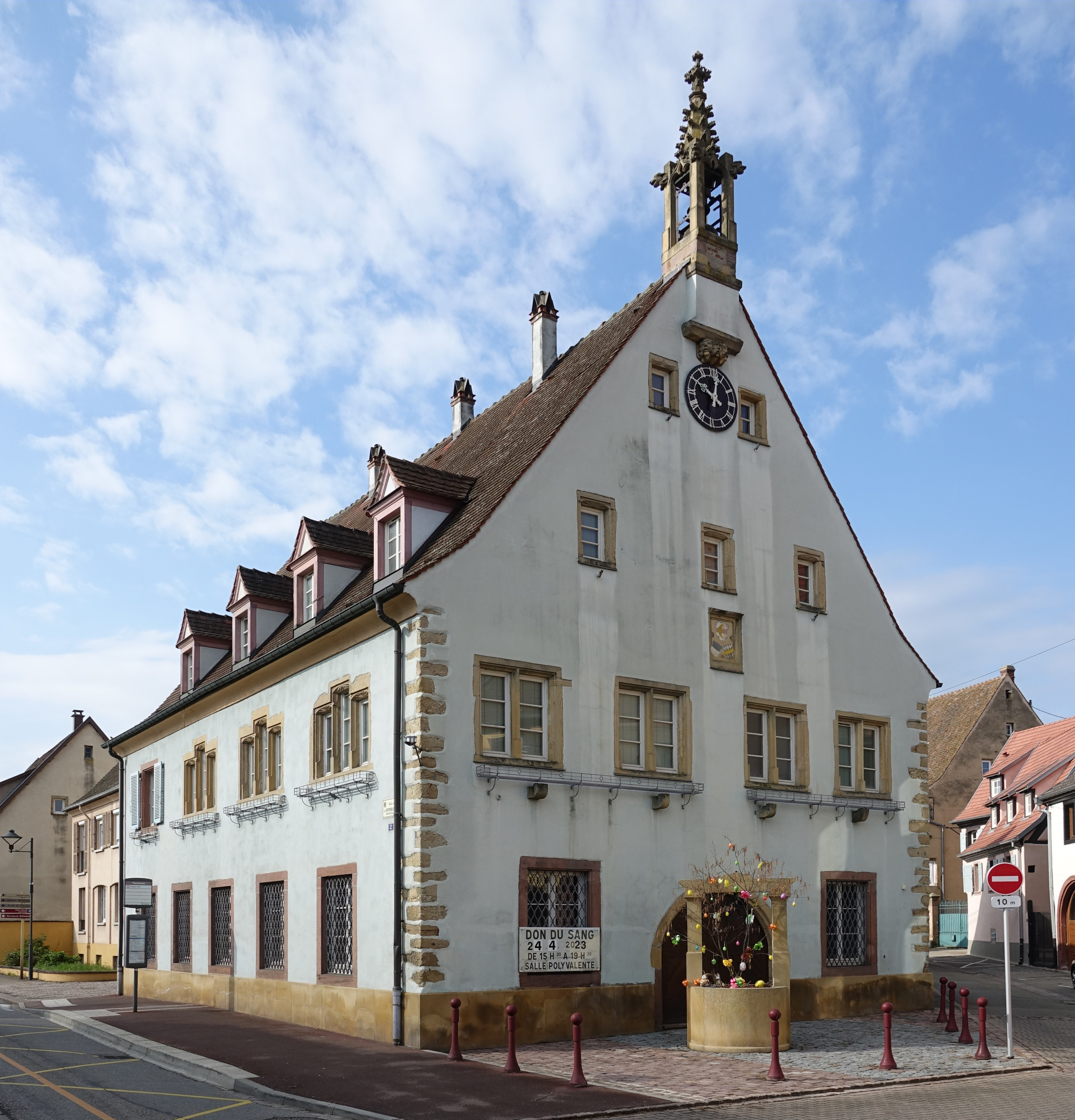
Ancienne mairie (1535-1600), 2 rue de la République.
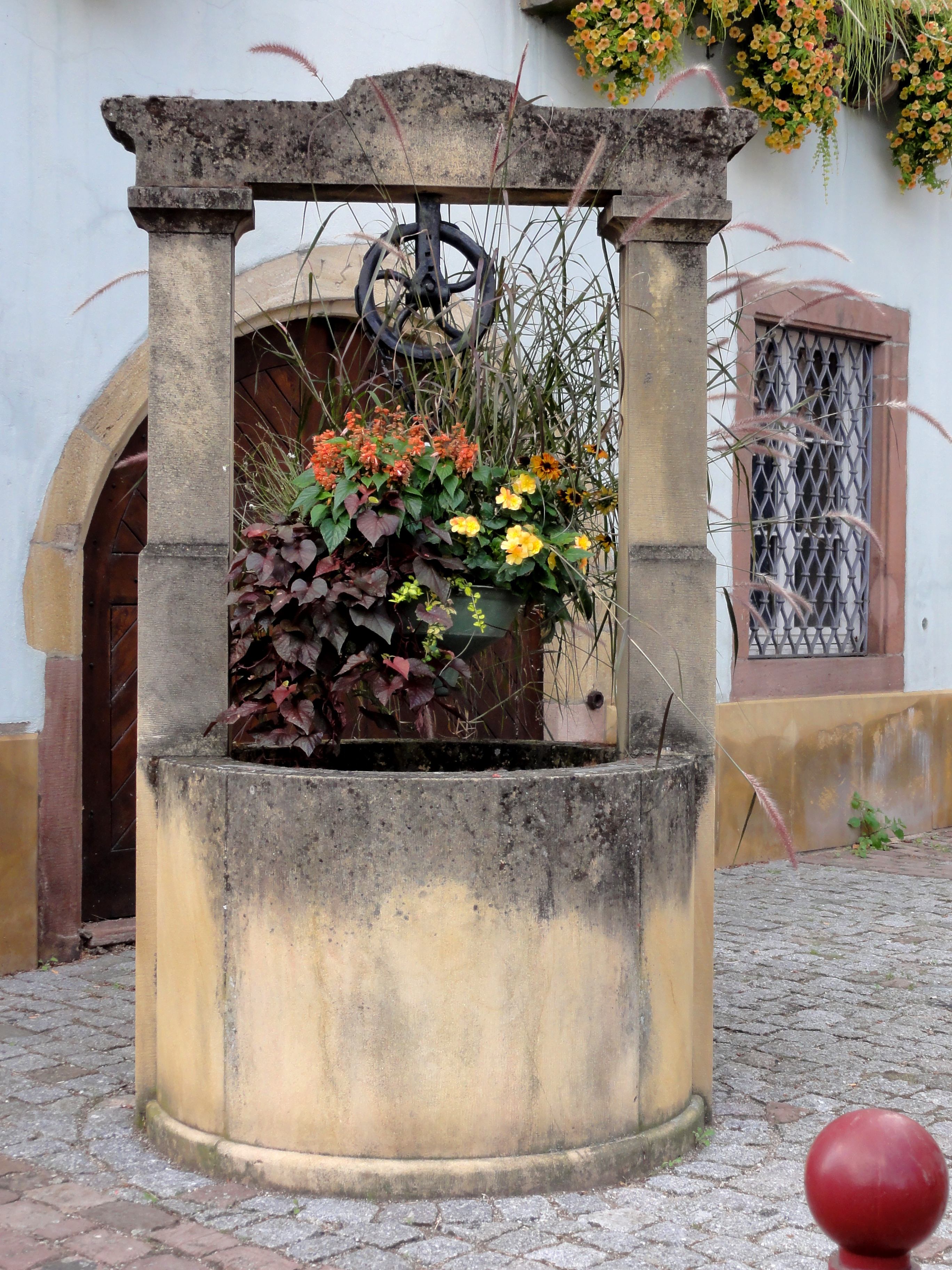
Puits de 1581, rue de la République[45].
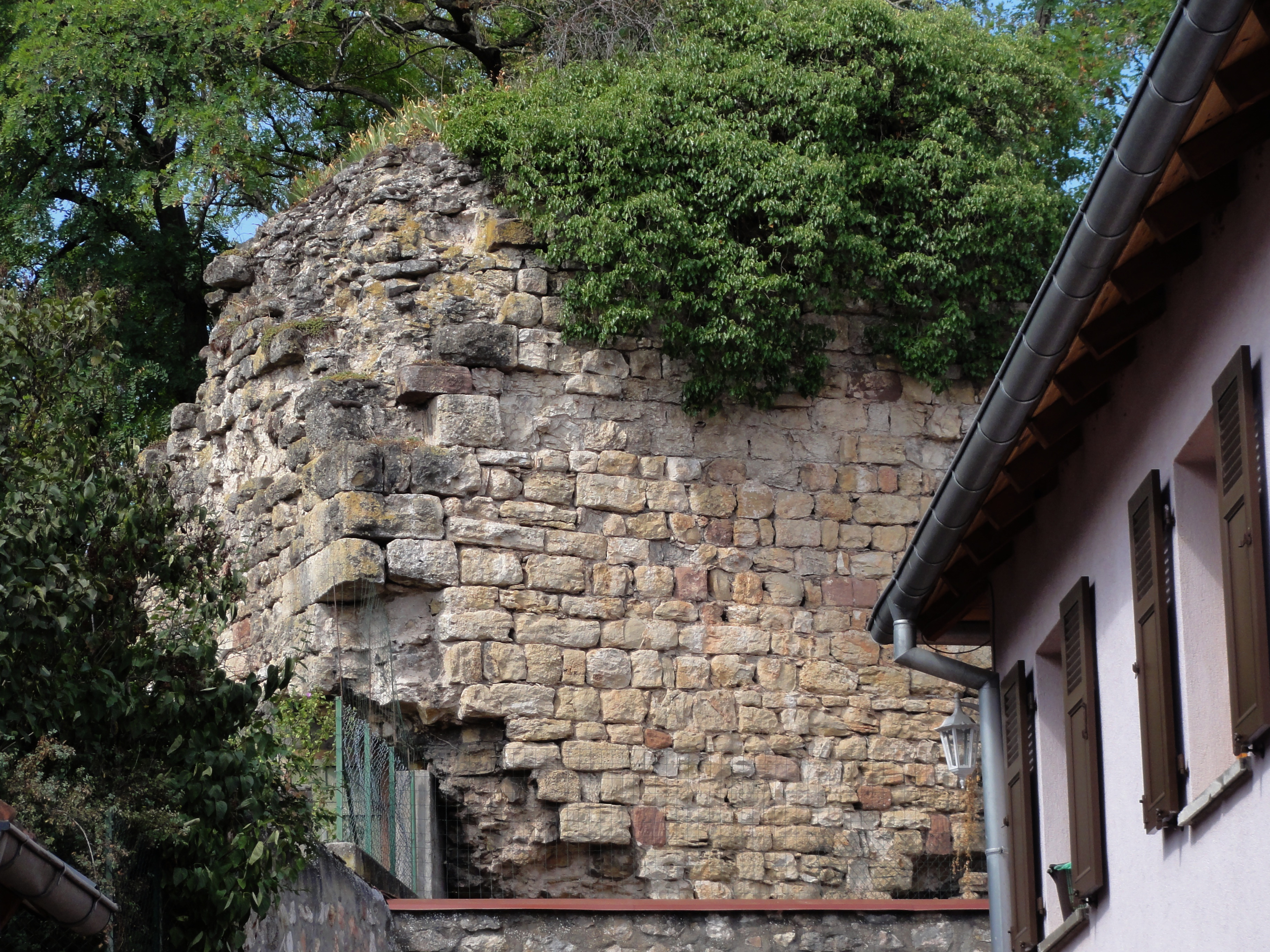
Tour des sorcières (XIIIe), rue du Maréchal-Foch.
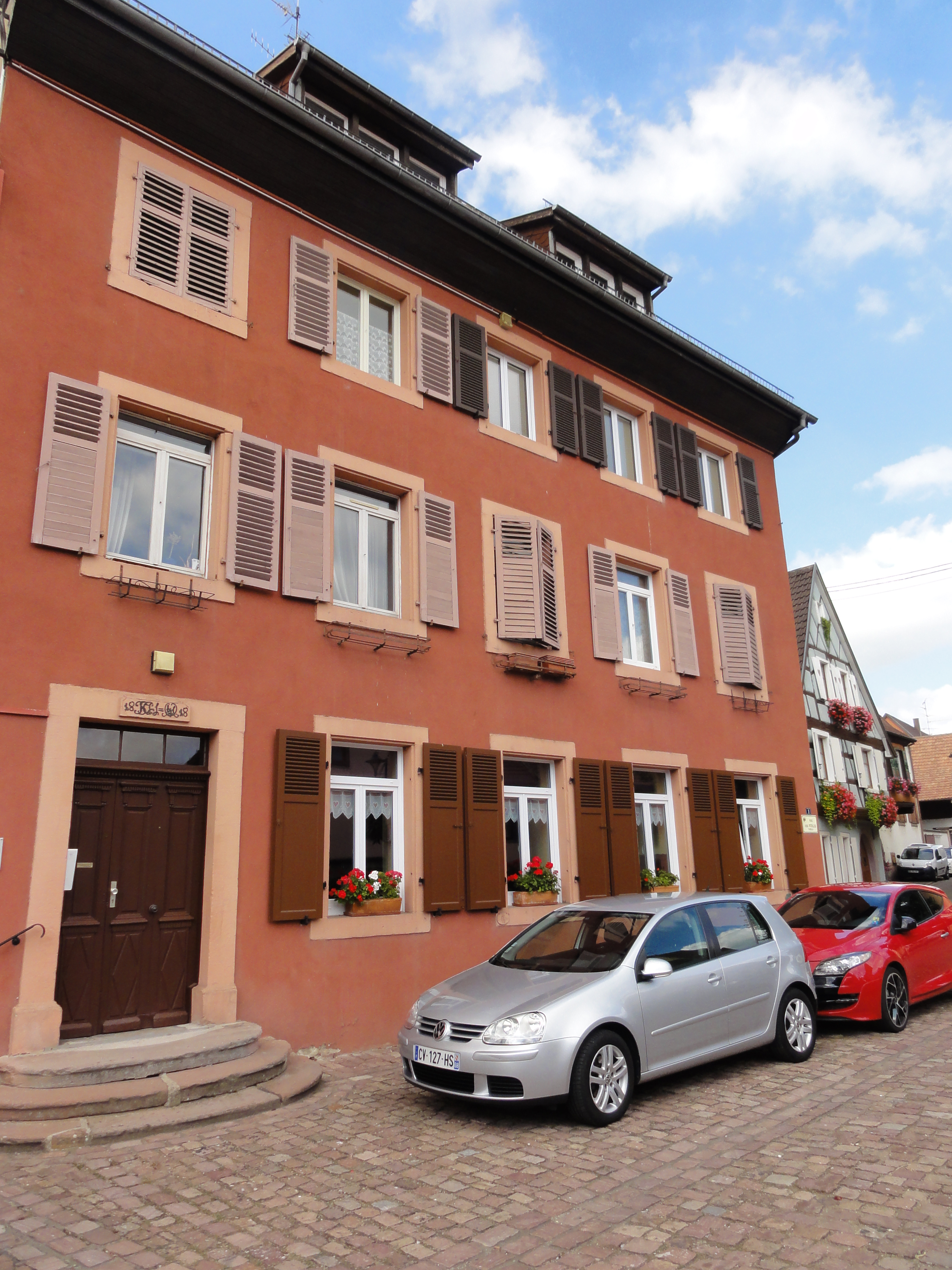
Ancienne école de filles et ancienne usine (1818), 1 rue des Poilus[46].
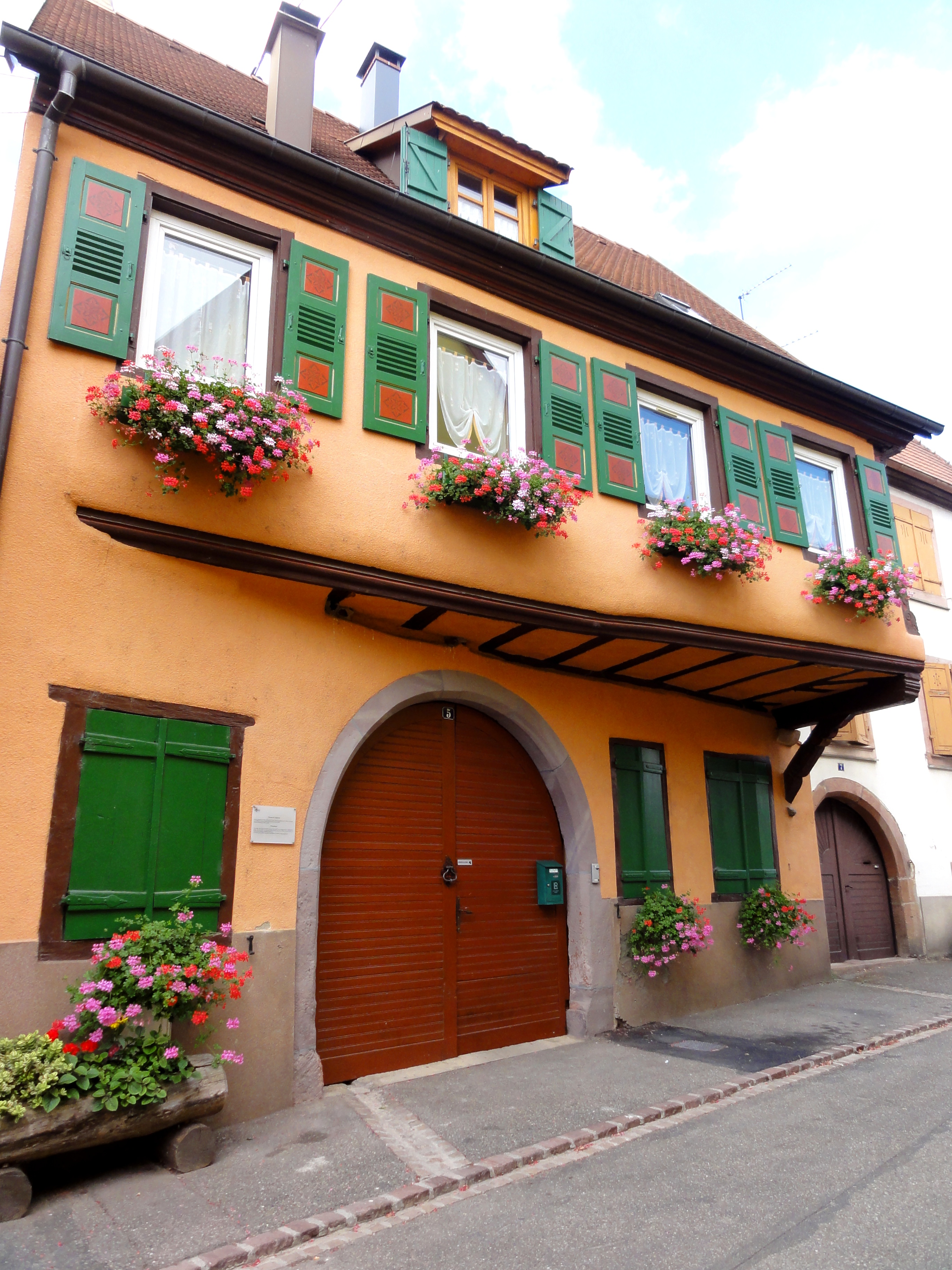
Maison (XVIe-XVIIe), 5 rue des Poilus.
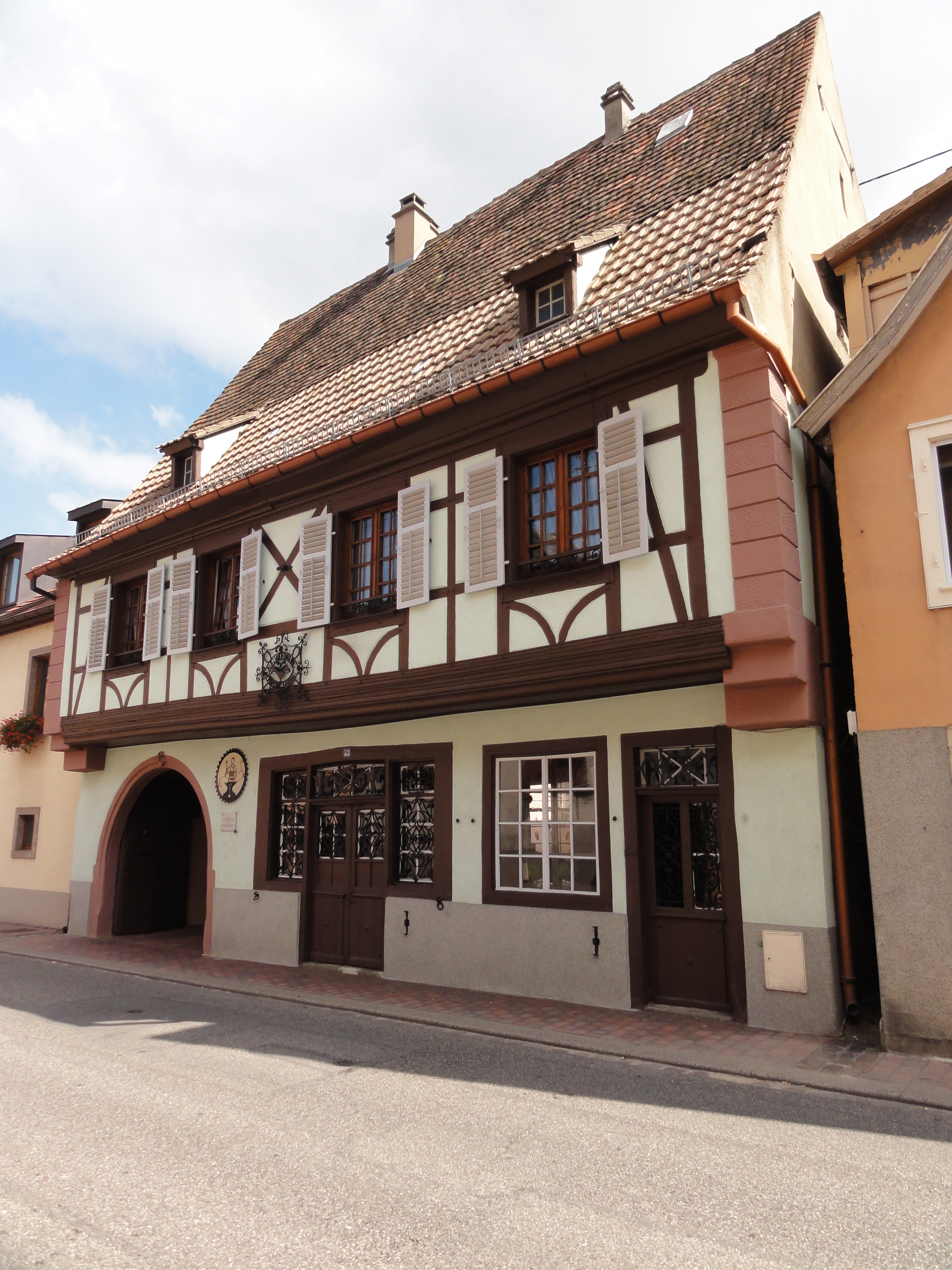
Maison de maréchal-ferrant (1595), 53 rue de la République[47].
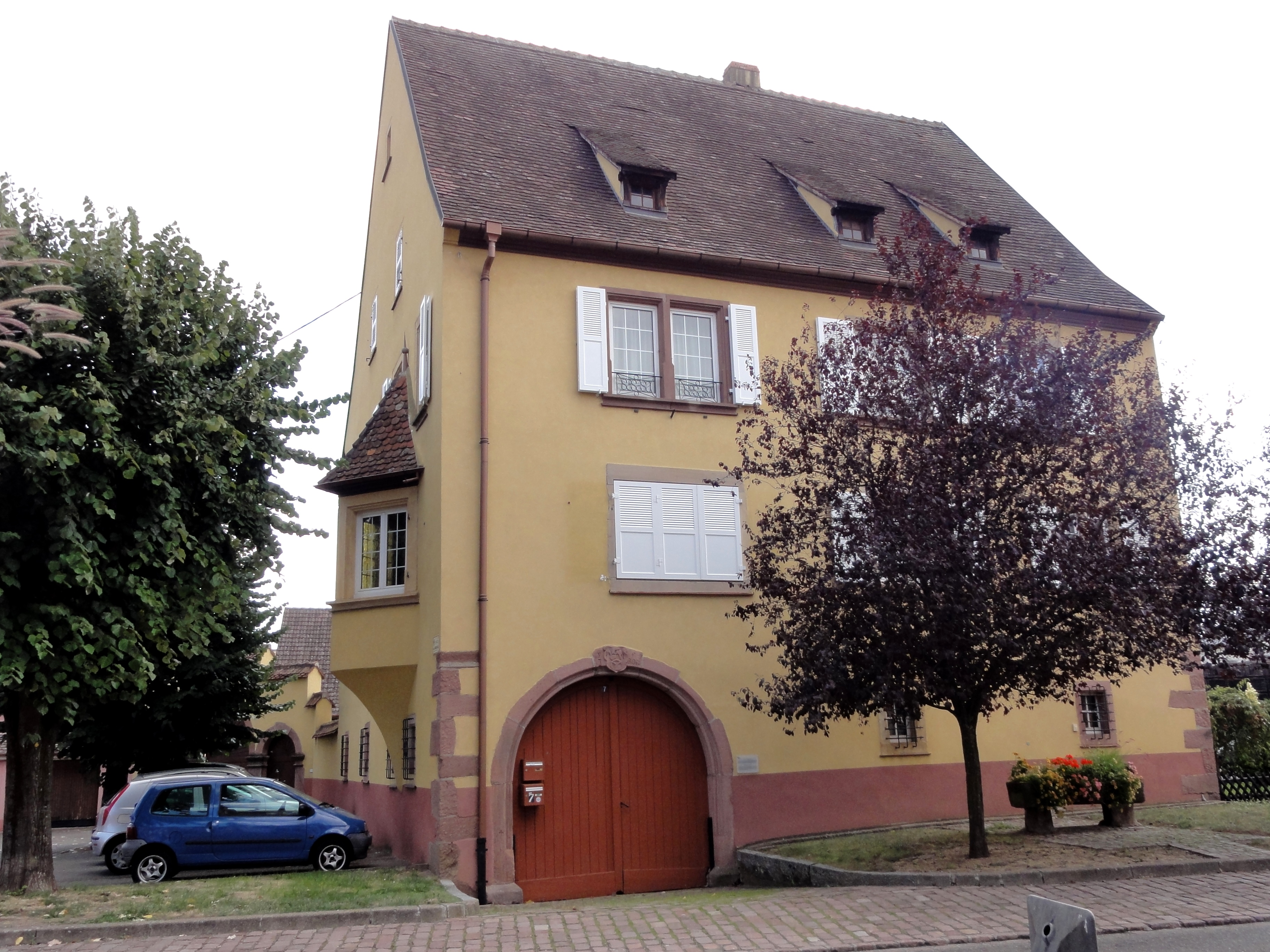
Ferme de vigneron-boulanger (XVIe-XXe), 7 rue de la République.
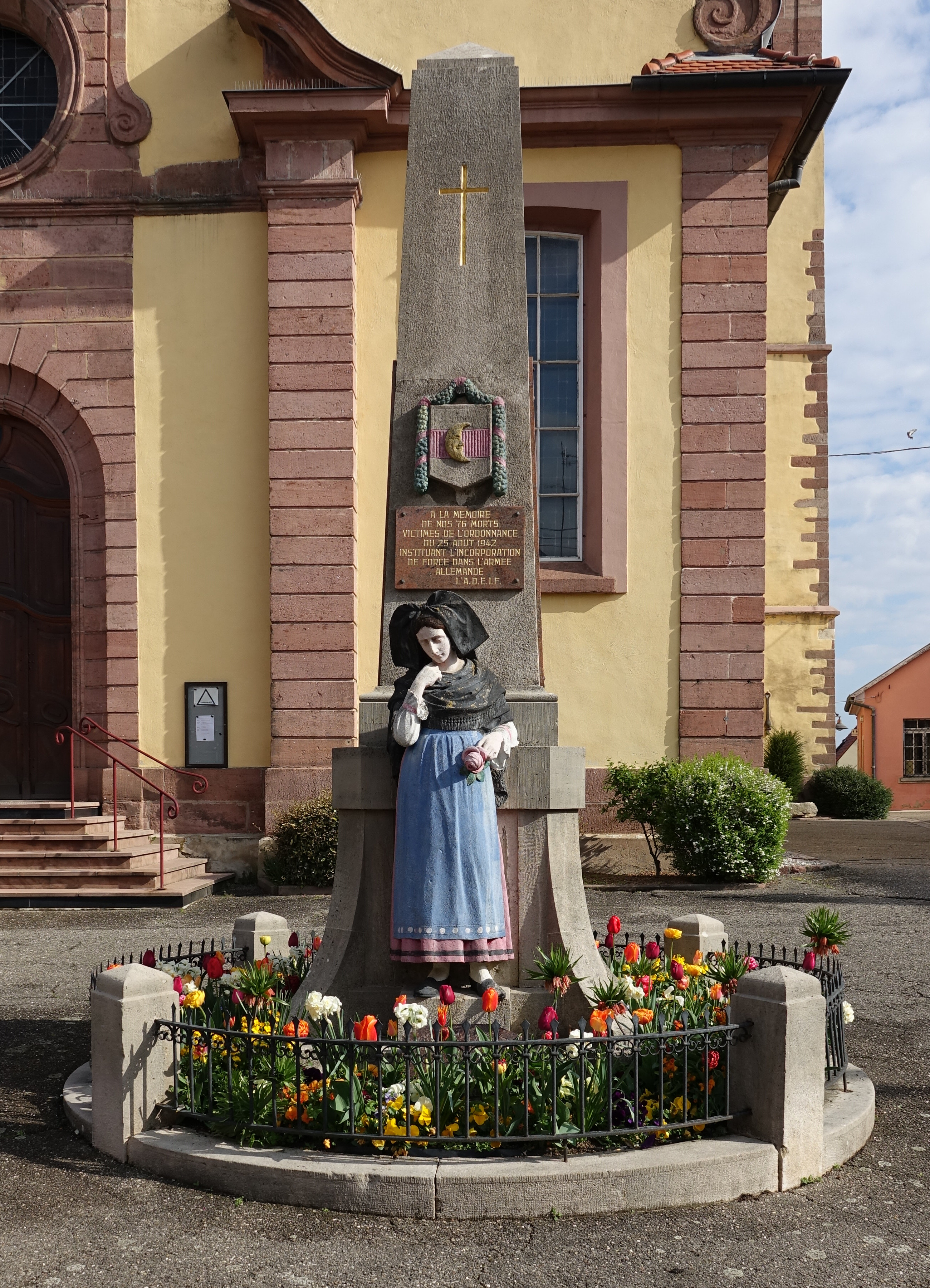
Monument aux incorporés de force.

- Une croix entre Ingersheim et Katzenthal rappelle l'accident mortel de Jacques Neymeyer le 11 juin 1866. Il a été victime de son propre attelage sur lequel il ramenait un chargement de vin de Sigolsheim, qui le renversa et le tua. Jacques Neymeyer était gourmet (marchand de vin). Anne Marie Scherer (petite fille de Louis Dagobert Scherer, personnage illustre d’Ingersheim)  et épouse en premières noces de Jacques Neymeyer, fit ériger à quelques centaines de mètres de l’auberge du Florimont, à droite en allant vers Ammerschwihr, une croix en pierre dite : « Croix Neymeyer ». On peut encore y lire : « À la mémoire de Jacques Neymeyer décédé le 11 juin 1866 à l’âge de 37 ans élevé par son épouse d’Ingersheim ».

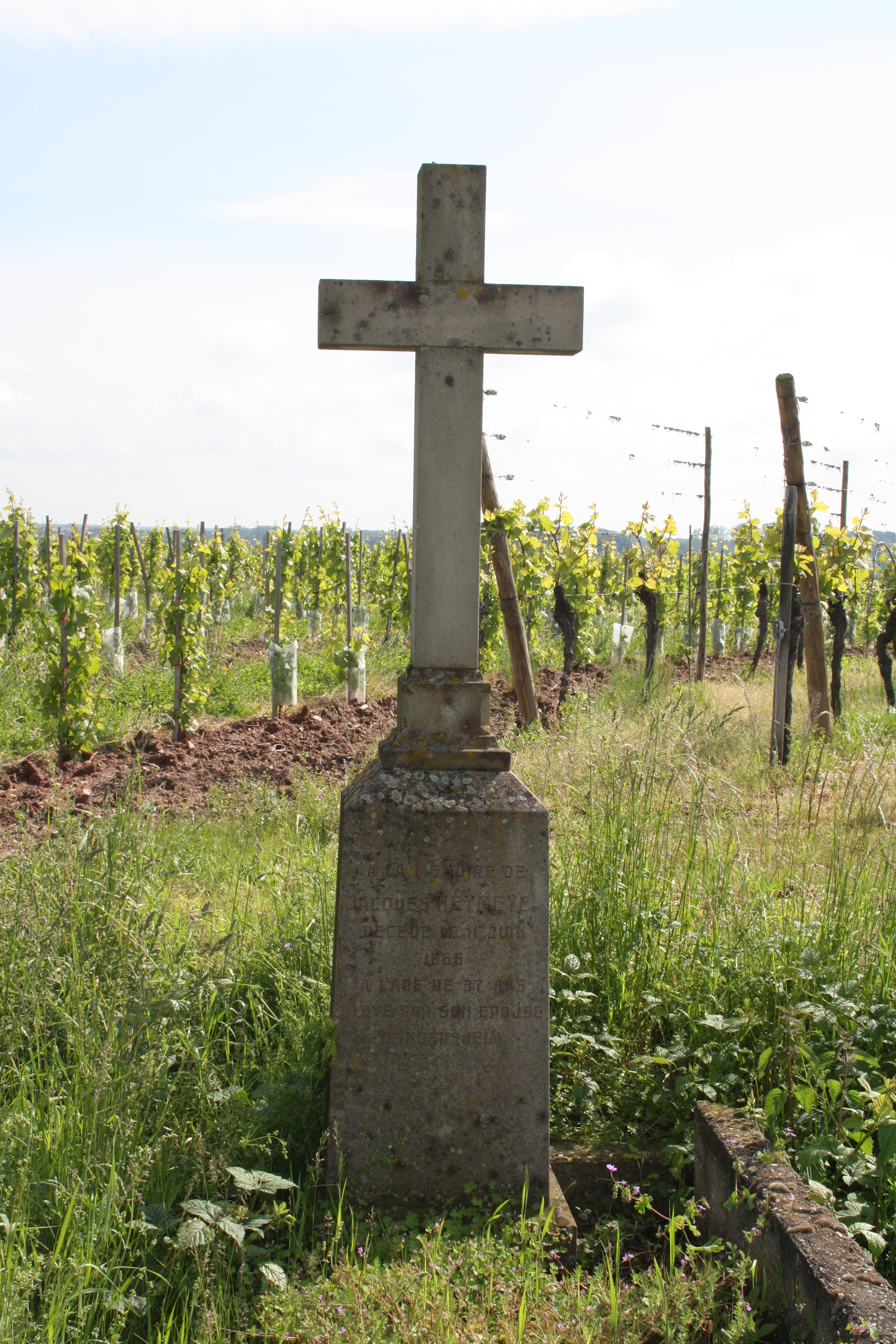
La Croix dite « Neymeyer ».
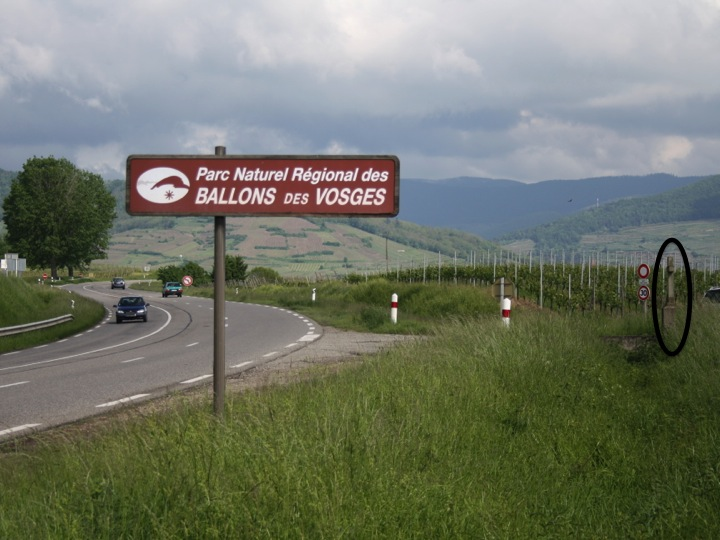
Situation de la Croix.
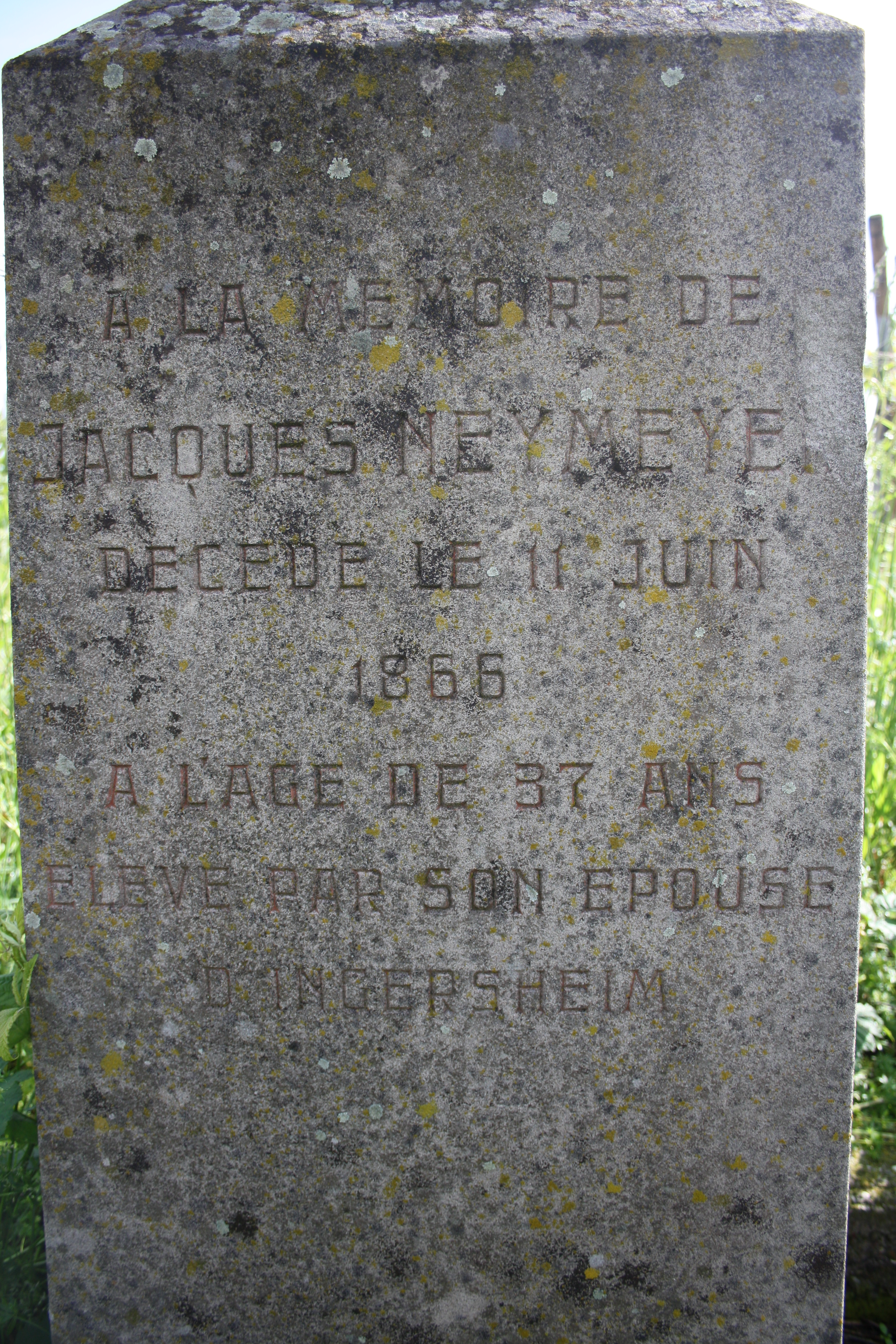
Texte encore lisible.

## Personnalités liées à la commune
- Louis Dagobert Scherer (né le 16 mars 1771 à Sierentz (68) - mort le 8 février 1844 à Ingersheim), maire d’Ingersheim du 3 janvier 1813 au 12 février 1816, capitaine commandant la Ire compagnie de la garde nationale sous Bonaparte, membre de l'ordre national de la Légion d'honneur, élu le 13 novembre 1831 chef du bataillon de la garde nationale dont l'autorité s'étend sur les communes d'Ingersheim, Ammerschwihr, Katzenthal et Niedermorschwihr.
- François Stoecklé (1799-1871), curé de Rouffach, homme politique, député du Haut-Rhin de 1848 à 1849.
- Le père Jean-Baptiste Frey (1878-1939), spécialiste d'exégèse biblique, secrétaire de la Commission biblique pontificale (1925-1939), supérieur du Séminaire français de Rome (1923-1939).
- Alphonse, Ambroise Hurth (1908-1944), résistant guillotiné à Bruchsal par les Allemands.
- Thomas Dietsch (1974-) : vététiste de cross-country, 3e des championnats du monde de marathon 2007 ; il habite Ingersheim.
- Jean-Marie Stoerkel (1947- ), journaliste-écrivain, né et domicilié à Ingersheim.